# 1-й провулок Малюги (Мелітополь)
1-й провулок Малюги — провулок в Мелітополі. Починається проїздом з вулиці Рєпіна, далі йде паралельно їй, і закінчується перехрестям з Інтеркультурною вулицею.

## Назва
Провулок названий на честь Миколи Семеновича Малюги (1918—1945) — мелітопольського танкіста, Героя Радянського Союзу (посмертно за винятковий героїзм при форсуванні річки Одер).
У Мелітополі також є однойменні вулиця Малюги і 2-й провулок Малюги.

## Історія
Рішення про найменування проєктної вулиці затверджено 20 липня 1967 року.